# Cerorhinca monocerata
Cerorhinca monocerata là một loài chim trong họ Alcidae.

## Hình ảnh

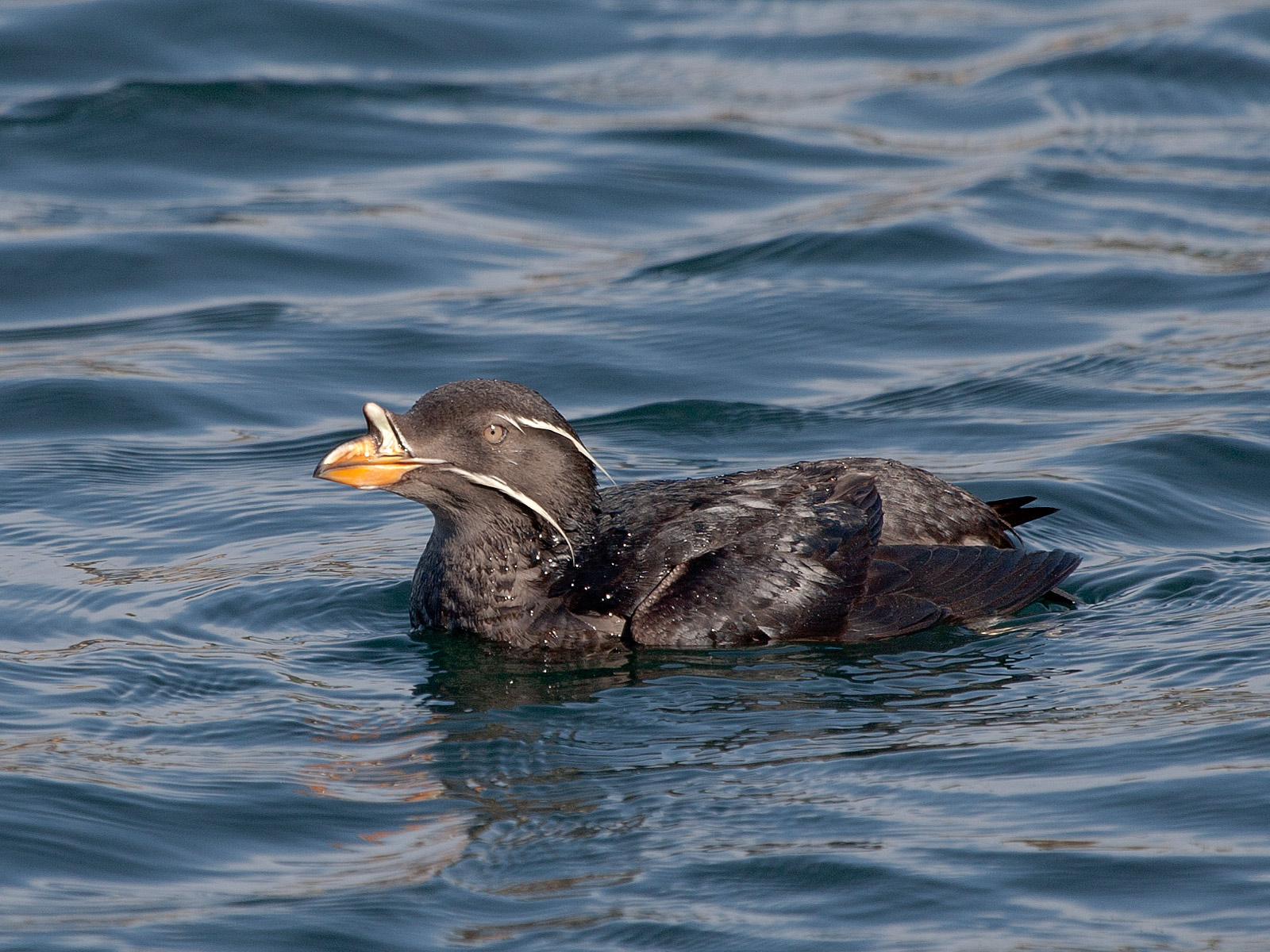
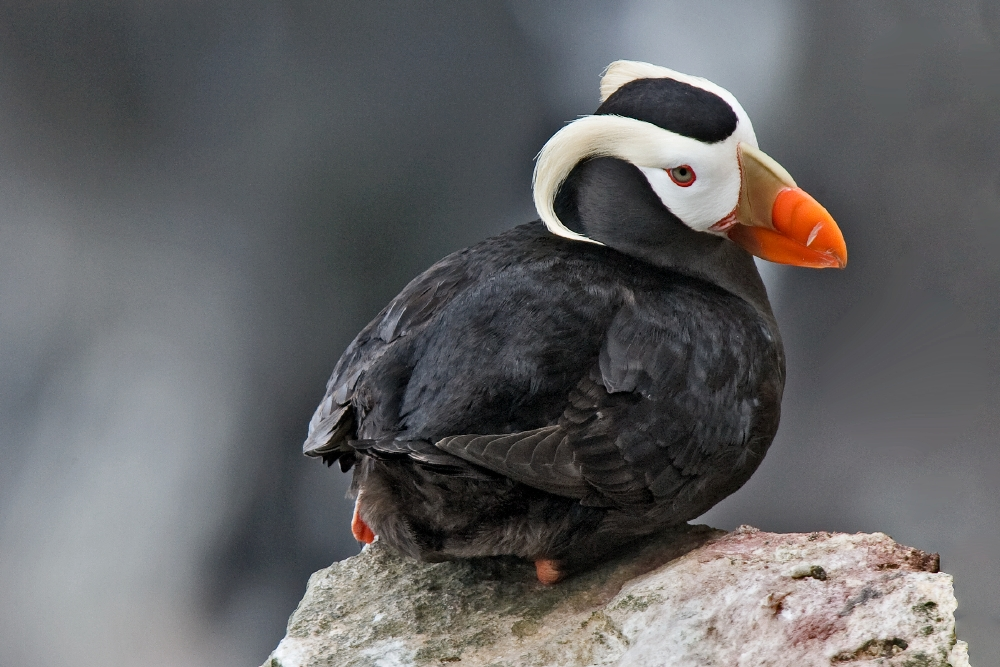
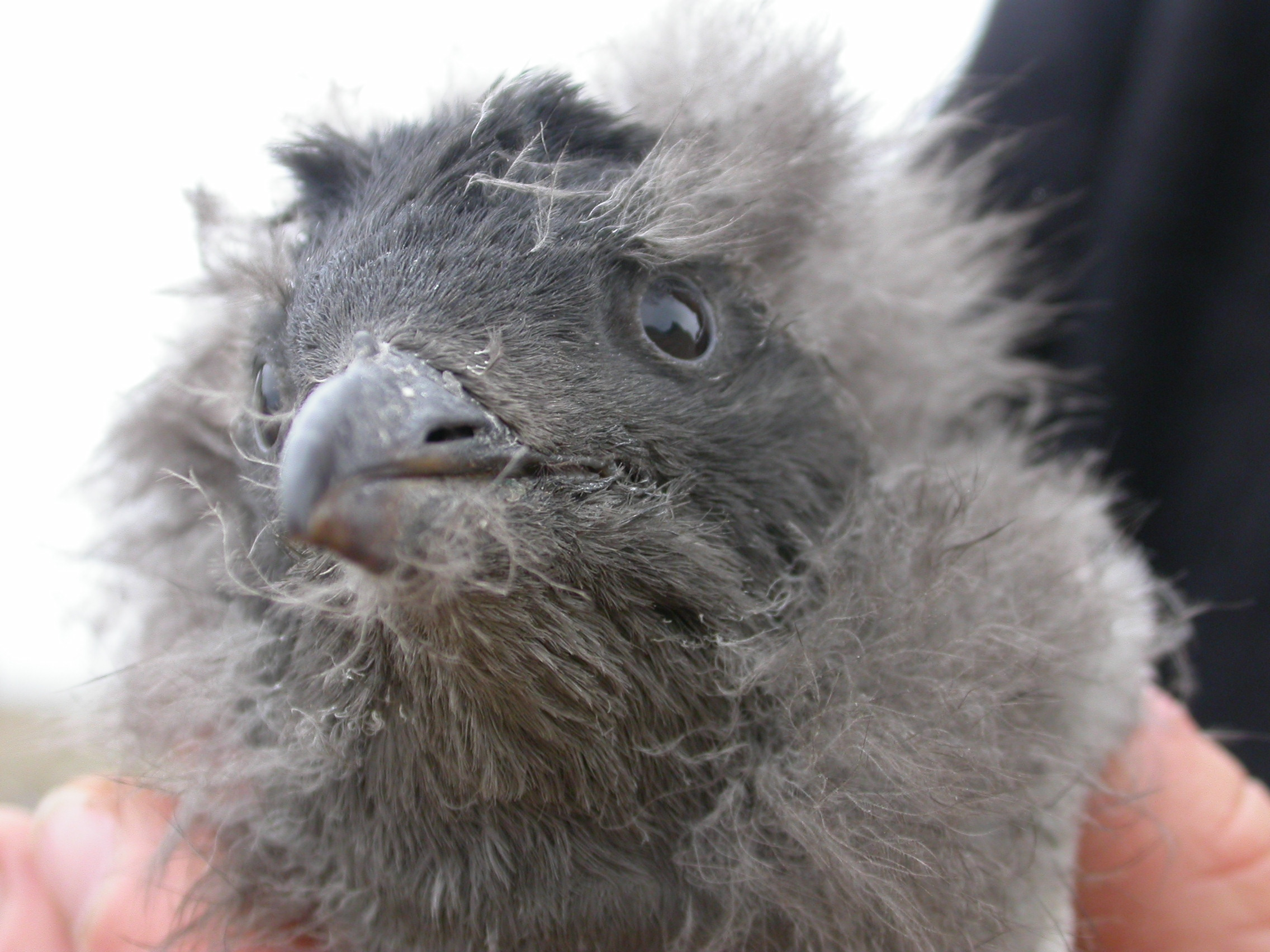
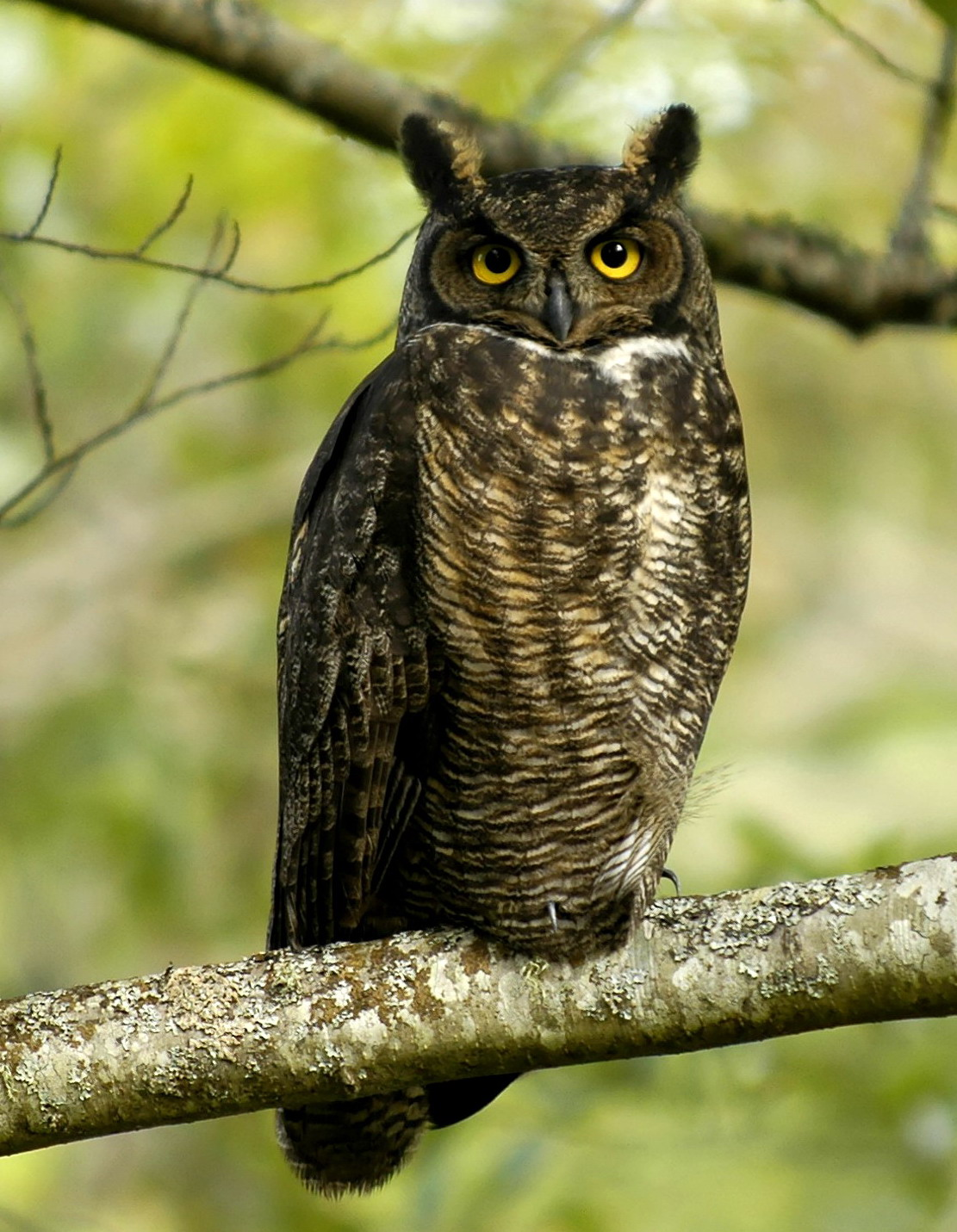
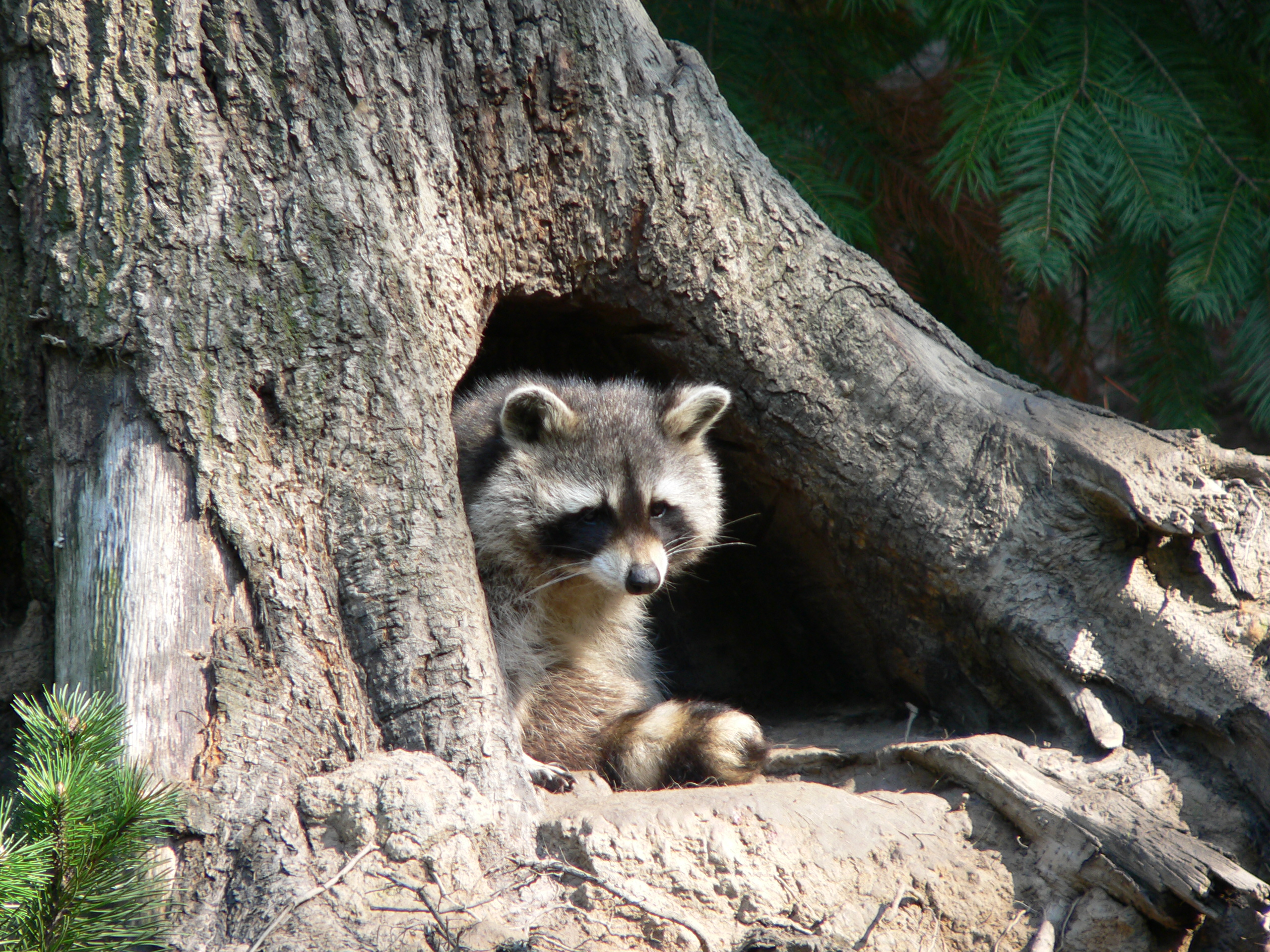